# Pierre Nicolas Le Chéron d'Incarville
Pierre Nicolas Le Chéron d'Incarville, (Louviers, 21 août 1706 — Pékin, 12 juin 1757), est un jésuite passionné de botanique qui obtint une mission en Chine de 1740 à sa mort en 1757.
Bloqué dans la résidence jésuite à l’intérieur de la Cité impériale, sans pouvoir circuler librement dans le vaste territoire chinois pour herboriser, il réussit à approcher l’Empereur par des cadeaux de plantes et à le convaincre de procéder à des échanges de graines et de savoir-faire entre les Jardins de l’empereur de Pékin et le Jardin du Roi de Paris et son jardinier en chef, Bernard de Jussieu.
Le père d’Incarville contribua autant à l’introduction de plantes chinoises en Europe que de plantes européennes en Chine. En Europe, on lui doit l’introduction du Savonnier (Koelreuteria paniculata), du Sophora japonica, de l’ailante glanduleux, entre autres. 
Il fut le premier missionnaire botaniste en Chine à collecter et décrire des plantes et à envoyer des graines en Europe. Ce fut le seul au XVIIIe siècle mais au XIXe siècle, il fut suivi par 17 autres missionnaires botanistes jusqu'au début du XXe siècle (voir Liens internes).

## Biographie
Pierre Le Chéron d’Incarville est le fils de Jean Le Chéron, écuyer de La Salle du Bois, sieur de Freneuse et de Marie-Anne Martin, issue de la bourgeoisie. Après ses études à Rouen, il entre au noviciat de Paris en 1727, séjourne au Canada de 1730 à 1739 où il est occupé à l’enseignement des humanités et de la rhétorique et à ses études au collège de Québec et revient en France pour demander et obtenir une mission en Chine. 
Il consacre les six mois qui précèdent son départ, à approfondir ses connaissances botaniques auprès des botanistes, médecins et chimistes et de membres de l’Académie royale des Sciences. Il rencontre le botaniste Bernard de Jussieu (1699-1777), les chimistes Claude-Joseph Geoffroy (1685-1752), Jean Hellot (1685-1766) fondateur de la chimie végétale et Guillaume-François Rouelle etc.. Le 19 janvier 1740, il embarque à Lorient sur Le Jason à destination de l’Empire du milieu. Arrivé à Macao, il constitue son premier herbier. À Canton, il se met à l’étude du chinois classique, langue écrite connue uniquement des lettrés. Il rejoint ensuite Beitang 北堂 « Église du Nord » à Pékin, la résidence jésuite française construite dans la Cité impériale où l’accueillent son supérieur Chalier, un bon horloger, Antoine Gaubil, astronome et fin lettré et Giuseppe Castiglione, le peintre le plus prisé à la cour. Il restera pendant 17 ans à la Cour impériale de Pékin. Il mourut à l’âge de 50 ans d’une fièvre, contractée auprès d’un malade.

## Échanges équitables de graines et de techniques
Le siècle des Lumières est le siècle des voyages d'exploration scientifique, conduits par des hommes animés d'une curiosité insatiable pour les flores, les faunes, les peuples des diverses contrées de la terre. Mais la Chine qui se voyait comme « un îlot civilisé au milieu des barbares », suivant la formule de Henri Maspéro, restait fermée : aucun voyageur naturaliste ne pouvait sillonner les vastes territoires chinois.
Toutefois, au XVIIIe siècle, les missionnaires bénéficiaient de l’approche d’adaptation à la culture chinoise qu’avait ouverte le jésuite Matteo Ricci (1552-1610) un siècle et demi plus tôt, pour se faire accepter par les autorités chinoises. Pour pouvoir vaincre la suspicion de la population chinoise, il fallait procéder « à partir du haut » pensait-il, montrer que les « barbares » étrangers avaient des connaissances scientifiques et des techniques ignorées des lettrés chinois. Ricci était persuadé que la complète ignorance des mandarins-lettrés chinois de l’état de développement de l’Europe, était une des causes de leur hostilité à l'égard des missionnaires.
Cette approche d’accommodation culturelle permit à Ricci d’accéder à la Cité interdite de l’empereur Wanli, à la fin de la dynastie Ming. Sous la dynastie suivante des Qing, l’Édit de tolérance de l’empereur Kangxi, retira le christianisme de la liste des doctrines pernicieuses et permit de faire du christianisme une religion indigène au même titre que le bouddhisme qui malgré son d’origine indienne avait su s’indigéniser. Grâce aux efforts de Matteo Ricci qui avait pu conquérir la confiance de l'Empereur par son expertise scientifique, les jésuites étaient acceptés dans l'Empire du Milieu traditionnellement hostile aux étrangers. Lors de la querelle des rites,  l’empereur Qianlong prendra même le parti de ses jésuites contre les papes qui voulaient condamner leurs pratiques prétendues idolâtres. Par contre dans la seconde partie du XIXe siècle, les missionnaires botanistes (comme les pères David, Delavay etc.) seront en butte à l’hostilité permanente des mandarins par le fait qu’ils étaient protégés par les traités inégaux, signés à la suite de la défaite humiliante subie par l’empire chinois devant les troupes franco-anglaises.
Dès son arrivée en Chine en 1741, le père d’Incarville cherche à se procurer des graines de plantes intéressantes. Mais il n’avait aucune facilité pour circuler pour herboriser et chez les grainetiers, il trouve peu d’espèces qui soient inconnues en Europe. Il comprend alors la nécessité de pénétrer dans les jardins de l’empereur riches en espèces rares afin d’en obtenir des graines. Pour ce faire, il élabore une stratégie habile et éclairée, digne du siècle des Lumières. Il demande d’abord à Bernard de Jussieu, en 1742, des « graines et des oignons » de plantes du Jardin du Roi et des indications sur leur culture en vue de se faire reconnaître de l’empereur comme « curieux des fleurs » et « botaniste ».

### Séduire l'empereur de Chine

La Sensitive qui fit grande sensation auprès de l'empereur

En 1749, il demande à Jussieu précisément des graines de sensitive (Mimosa pudica), une petite plante tropicale à base ligneuse, venant des Antilles, qui lorsqu'on la touche replie ses feuilles. Bernard de Jussieu lui en envoya des graines l’année suivante. Malgré les hivers très froids de Pékin, le père d'Incarville réussit à les faire germer et pousser. Et en 1753, il atteint enfin son but : il offre à l’empereur  Qianlong deux pieds de cette plante étonnante.
« Je vous dirai pour nouvelle que deux pieds de sensitive que j’ay offerts à l’Empereur lui ont fait grand plaisir. Il souhaite fort qu’ils donnent des graines [...] L’Empereur s’en est bien diverti. Il rioit de tout cœur. On en a grand besoin. J’ai ordre de les visiter souvent. À cette occasion l’Empereur m’a demandé si je n’avois pas d’autres fleurs ou plantes d’Europe. Je lui ai dit que depuis plusieurs années j’en semois, mais qu’elles ne levaient point. Il dit que s’il m’en venoit, il falloit en semer dans différents endroits ».
Dès lors, le père d'Incarville put rencontrer l’Intendant, « les trois directeurs des différents jardins de l’Empereur » et le « mandarin des serres ». Fort de cette première victoire, il réitère ses demandes à ses correspondants. En 1754, il écrit à Duhamel, botaniste de l’Académie royale des sciences,
« permettez-moi de vous demander aussi des graines ; Cela nous sert à faire notre cour à l’Empereur, et pour les connaissances que ces graines me font faire avec les mandarins je puis trouver quelque chose de nouveau ».
Ainsi le père d’Incarville fut en mesure d’organiser des échanges réguliers et équitables de graines, de techniques et de savoir-faire entre l’empereur de Chine, son intendant des jardins et le jardinier en chef du Jardin du Roi, Bernard de Jussieu, prémisse en quelque sorte d’échanges de matériels botaniques entre les Jardins de l’empereur à Pékin et le Jardin royal de Paris.

### Faire connaître les plantes chinoises en Europe
Le père d'Incarville est correspondant du Jardin du roi et fait parvenir à Bernard de Jussieu (1699-1777) et à Buffon (1707-1788) un grand nombre de graines d'arbres et arbustes avec la mention arbor incognita sinarum (arbre chinois inconnu). Il se distingua par ses catalogues, dressés pour attirer l’attention des lecteurs sur la présence ou l’absence en Chine de végétaux communs en Europe. Son approche est comparative. En 1750, il fut reçu par l’Académie royale des sciences de Paris, en qualité de correspondant étranger.

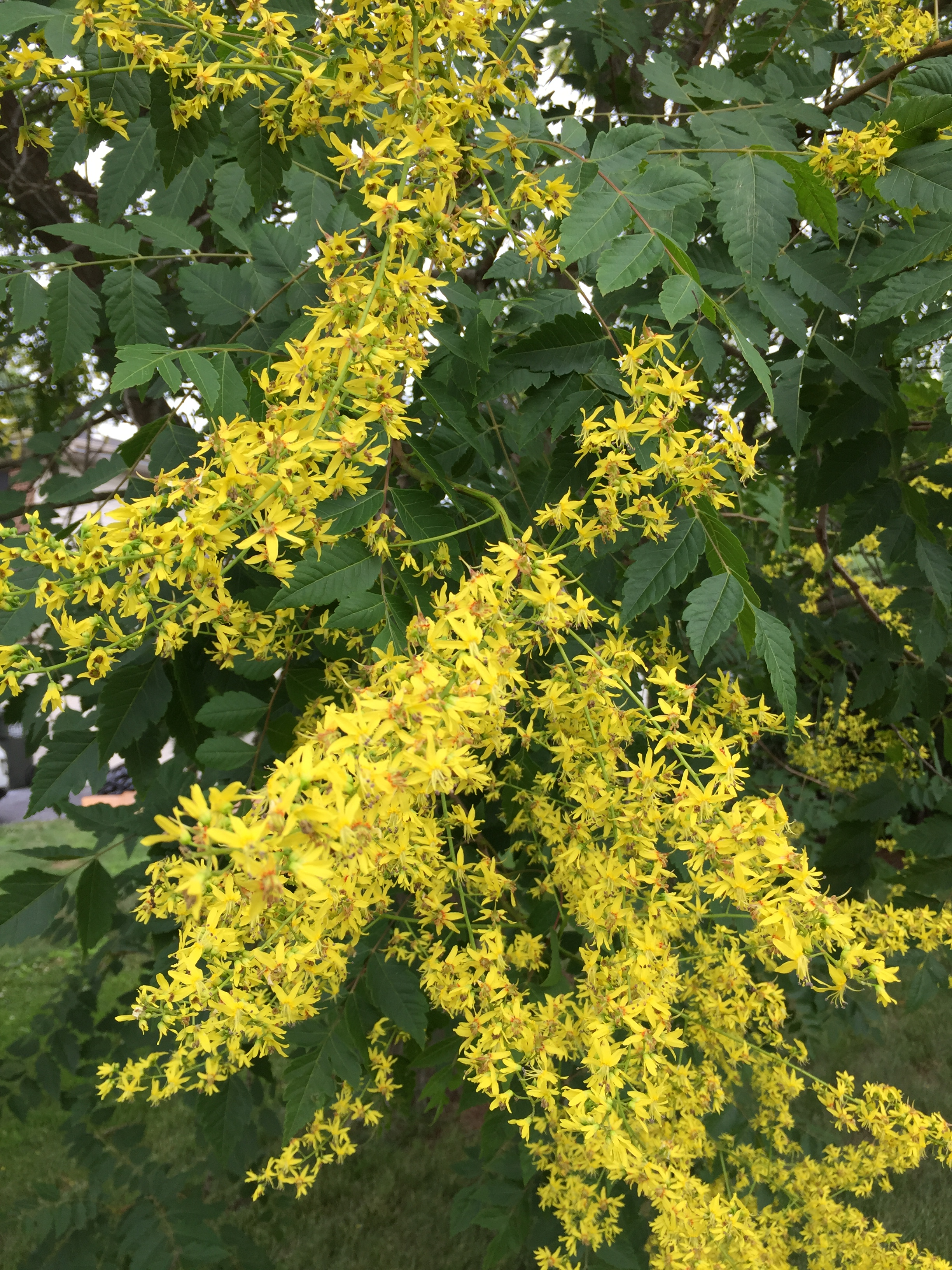
Le savonnier en fleur qui orne maintenant les rues et parcs de Paris

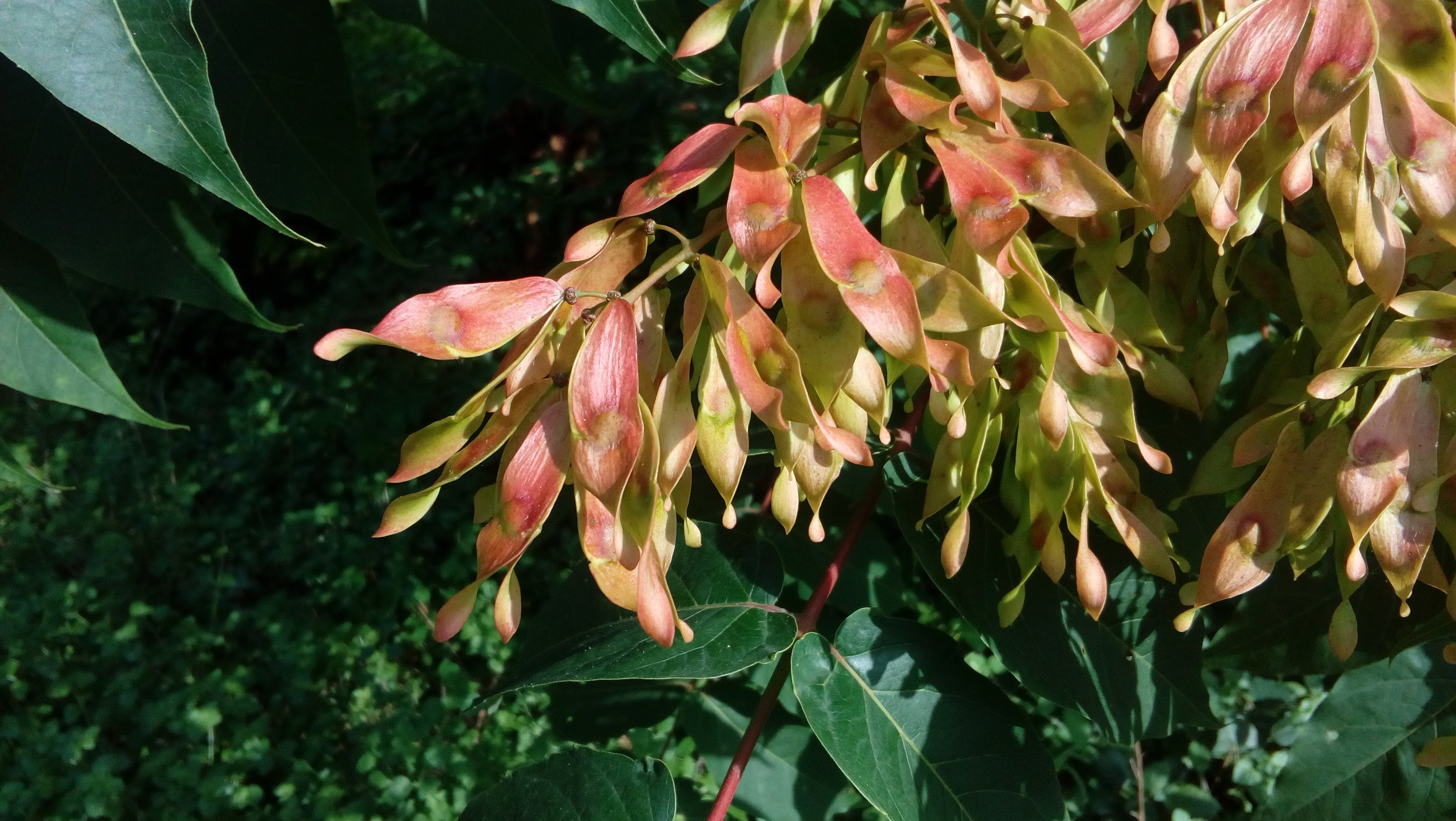
Ailanthus altissima

On lui doit l'introduction en Europe en 1747 du savonnier Koelreuteria paniculata et du Styphnolobium japonicum (L.) Schott, puis en 1751 de l'ailante glanduleux, du Toona sinensis (Juss.) M. Roem., du thuya de Chine (Platycladus orientalis (L.) Franco), du Persicaria tinctoria (Aiton) Spach etc. Les jésuites de Pékin envoyaient certaines graines de plantes chinoises rares à l’Académie par la voie terrestre des caravanes de marchands russes rentrant de Pékin via Kiakhta et jusqu'à Saint Pétersbourg. Jussieu semble aussi avoir utilisé cette voie pour faire parvenir des plantes européennes à d’Incarville. La voie terrestre était plus courte que la voie maritime qui menait d’abord jusqu'à Canton puis par terre jusqu'à Pékin. La plupart des graines qui empruntaient cette dernière voie, pourrissaient ou perdaient leur faculté germinative.
Pour Emil Bretschneider, un sinologue germano-balte de la fin du XIXe siècle, le père d’Incarville « envoya à Paris au milieu du XVIIIe siècle une collection intéressantes de plantes séchées et de graines de la Flore de Pékin, dont sont issues nombre de belles plantes chinoises cultivées en Europe ». C'est le premier européen à mentionner le fruit que l'on appelle de nos jours le kiwi. Dans un manuscrit d’Incarville, situé au Musée asiatique de Saint-Pétersbourg, intitulé « Catalogue alphabétique des plantes et drogues simples, que j’ai vues en Chine, avec quelques observations que j’ai faites depuis 15 ans dans le pays », il identifie ou compare 260 plantes chinoises aux plantes européennes, et calligraphie leur nom chinois. Il existe aussi trois catalogues semblables conservés dans les archives du laboratoire de Phanérogamie du Muséum national d’histoire naturelle de Paris.

### Faire connaître les plantes européennes en Chine
Le père d’Incarville contribua autant à l’introduction de plantes chinoises en Europe que de plantes européennes en Chine. De 1742 à 1757, il écrit 16 lettres mentionnant des demandes de semences à Bernard de Jussieu, à Duhamel de Monceau, au docteur Mortimer et au Comte Razumowski. Onze de ces lettres contenaient des énumérations de noms de végétaux, au total 91 espèces intéressantes à introduire à Pékin. Plus de la moitié sont des fleurs mais aussi de nombreuses sortes de légumes et plusieurs arbres fruitiers. Il sollicita aussi  au Royaume Uni, le directeur des jardins botaniques de Chelsea, de l’université d’Oxford et d’Édimbourg. Plusieurs plantes purent ainsi être introduites à Pékin, comme le basilic, la chicorée, le panais, le persil et la sarriette. Diverses plantes étrangères furent aussi plantées dans les « Palais européens » de l’Empereur, érigés au milieu du XVIIIe siècle au nord-est du Yuanmingyuan, l’ancien Palais d’Été de Pékin. Le père Benoist a rendu hommage au rôle du père d’Incarville dans ces importations de plantes, puisque nous dit-il, il
« avoit ici gagné les bonnes grâces de l'Empereur par le moyen de différentes graines qu'on lui envoyoit de France, qu'il faisoit semer, soit dans les jardins de Sa Majesté, soit dans différents autres jardins des environs de Pe King, réunissant ensuite sous un même coup-d’œil dans les jardins des Palais Européens les productions qui étoient sorties de ces graines. L'Empereur lorsqu'il alloit se promener, prenoit plaisir à examiner et s'informer en détail sur ces différentes productions étrangères à la Chine. C'est aux soins du P. d'Incarville que Pe King doit la capucine et autres fleurs ou plantes qui y sont actuellement en abondance ».
Le père d’Incarville a également transmis à la France des techniques chinoises de fabrication de vernis et de salpêtre, ainsi qu'un dictionnaire manuscrit de termes chinois.

### Identifier les plantes chinoises

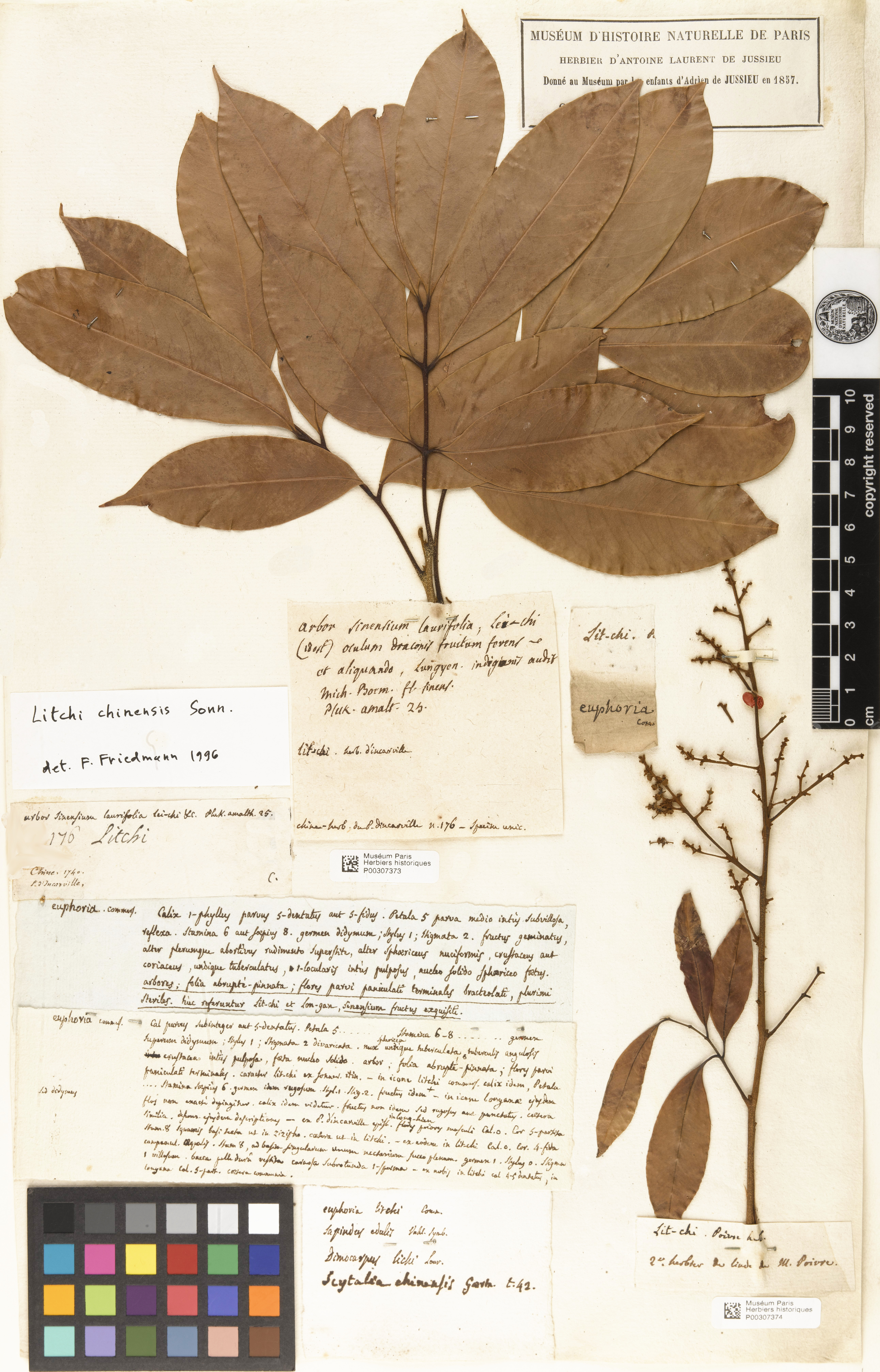
Herbier du père d'Incarville, litchi récolté en 1740. Le litchi sera décrit en 1782 par Pierre Sonnerat

Par contre le père d’Incarville eut moins de chance avec ses herbiers. Ses plantes séchées envoyées pour identification ne trouvèrent pas de botanistes pour s’atteler à la tâche de les positionner dans la hiérarchie de la systématique des genres, familles, ordres. Il fallut attendre qu’un éminent botaniste de la fin du XIXe siècle Adrien Franchet, spécialiste des flores d’Asie orientale, découvre les spécimens préparés par d’Incarville et envoyées à Bernard de Jussieu puis données par les héritiers au Muséum en 1857. Les plus intéressantes constituées de 149 espèces recueillies à Pékin ou dans les environs sont réunies en herbier spécial, le reste formées de 144 espèces, proviennent de Macao. Franchet « déplore ...l’oubli dans lequel les plantes du P. d’Incarville ont été tenues durant près d’un siècle et demi ». Il donne la liste complète des espèces avec leur nom botanique, avec leur lieu de collecte, leur nom français donné par d'Incarville. On peut voir en ligne certains de ces spécimens numérisés.

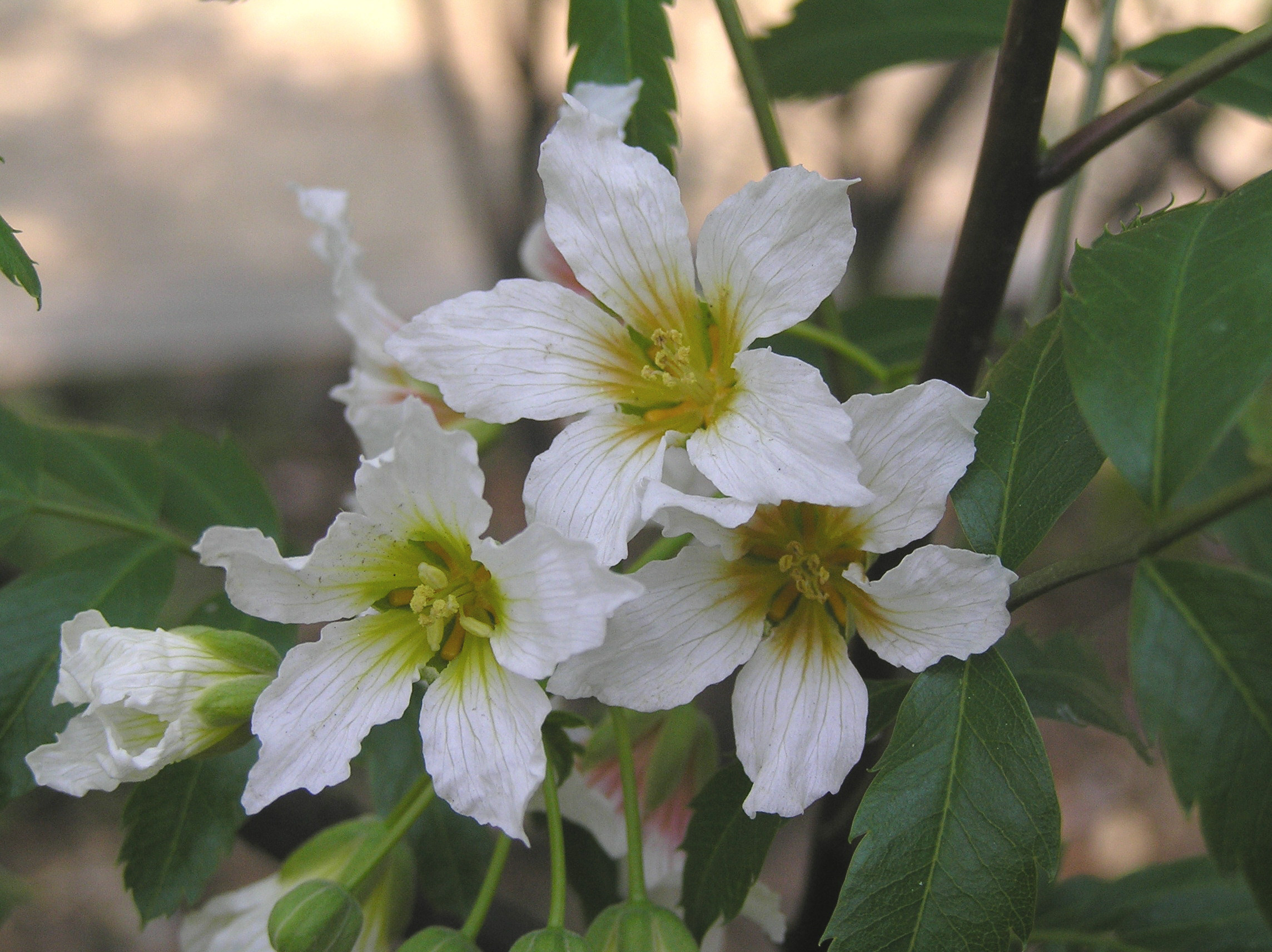
Xanthoceras sorbifolium

Ainsi, on trouve l’arbuste Xanthoceras sorbifolium dans l’herbier du père d’Incarville (1706-1757) qui sera décrit au siècle suivant par le botaniste allemand de la Baltique, Alexander von Bunge, qui à la suite d’une expédition dans le Gobie et à Pékin, collecta l’arbre et le décrivit en 1833.

### Bibliographie

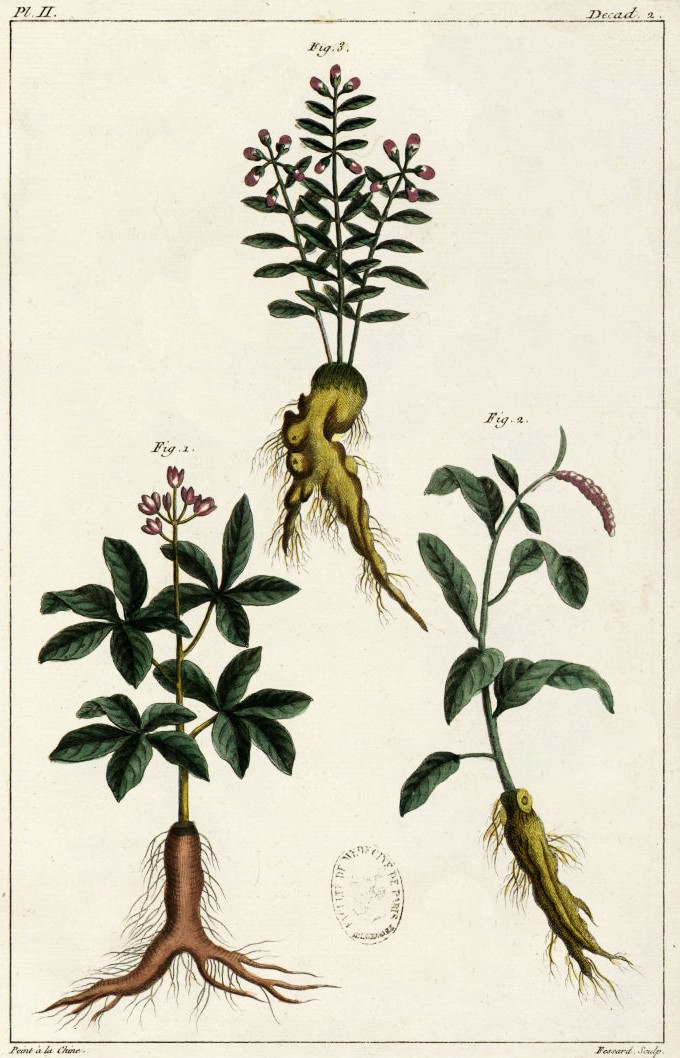
Planche copiée du 本草品彙精要 bencao pinhui jingyao (1505)